# Lombard Steam Log Hauler

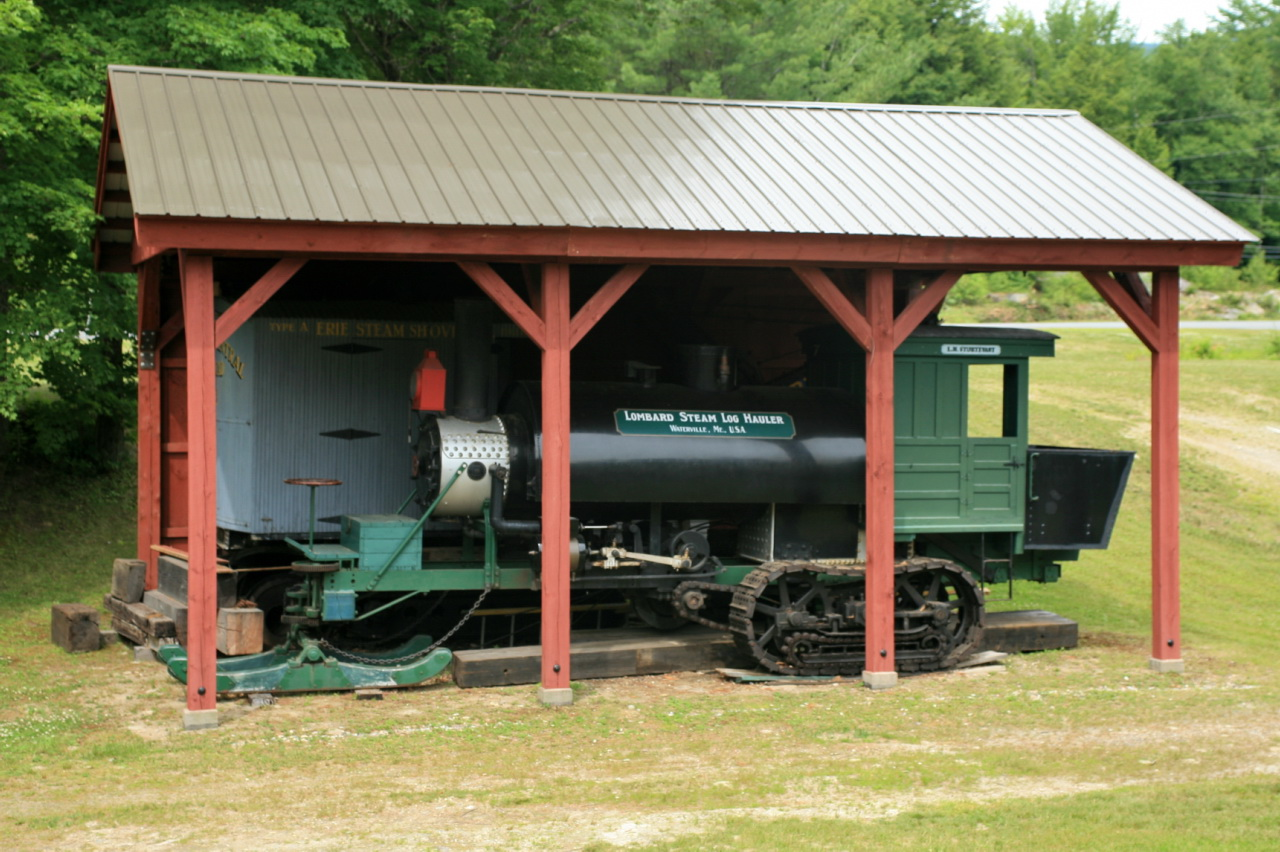
Lombard Steam Log Hauler

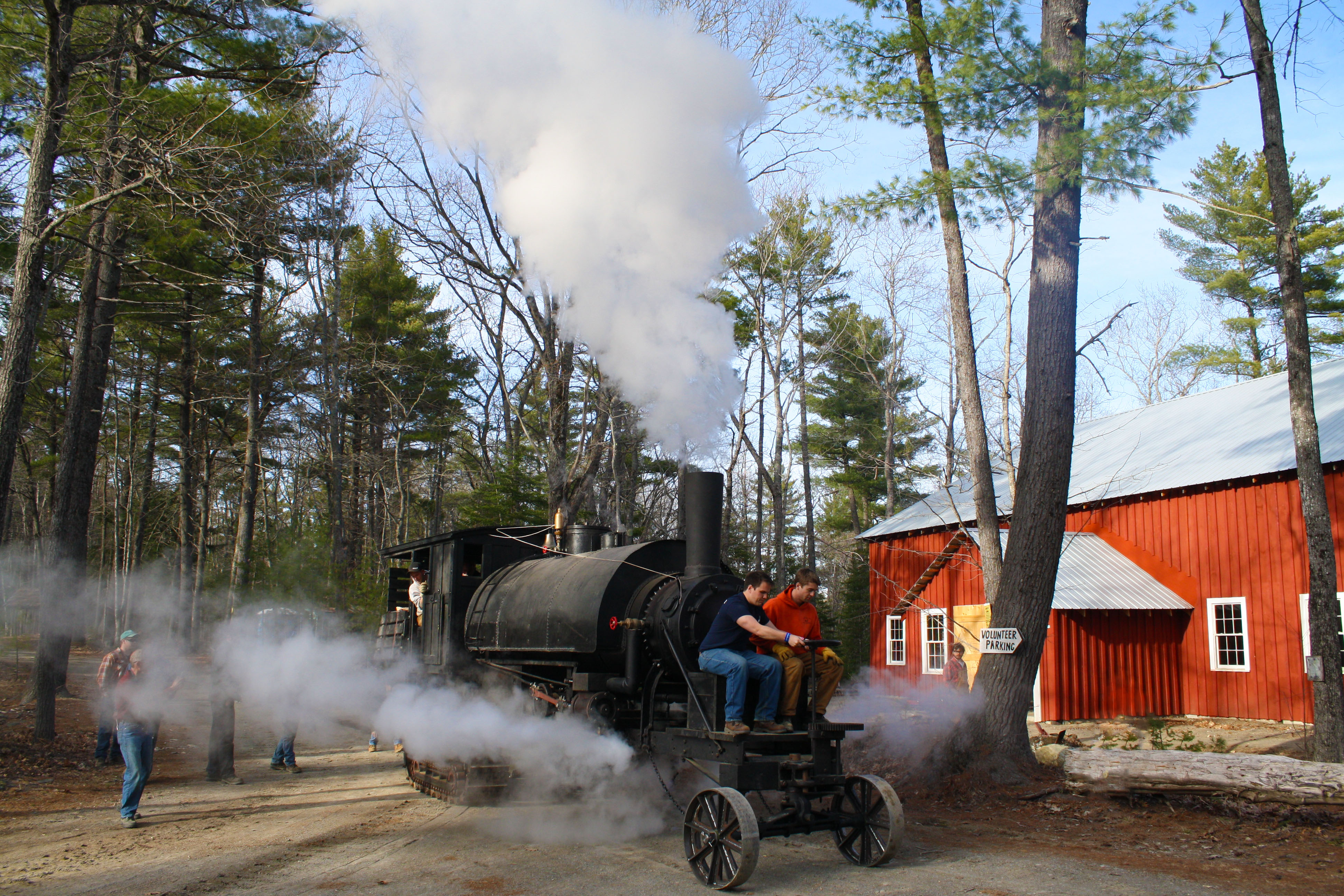
Lombard Steam Log Hauler #38, für den sommerlichen Museumsbetrieb mit Laufrädern anstelle von Kufen ausgestattet

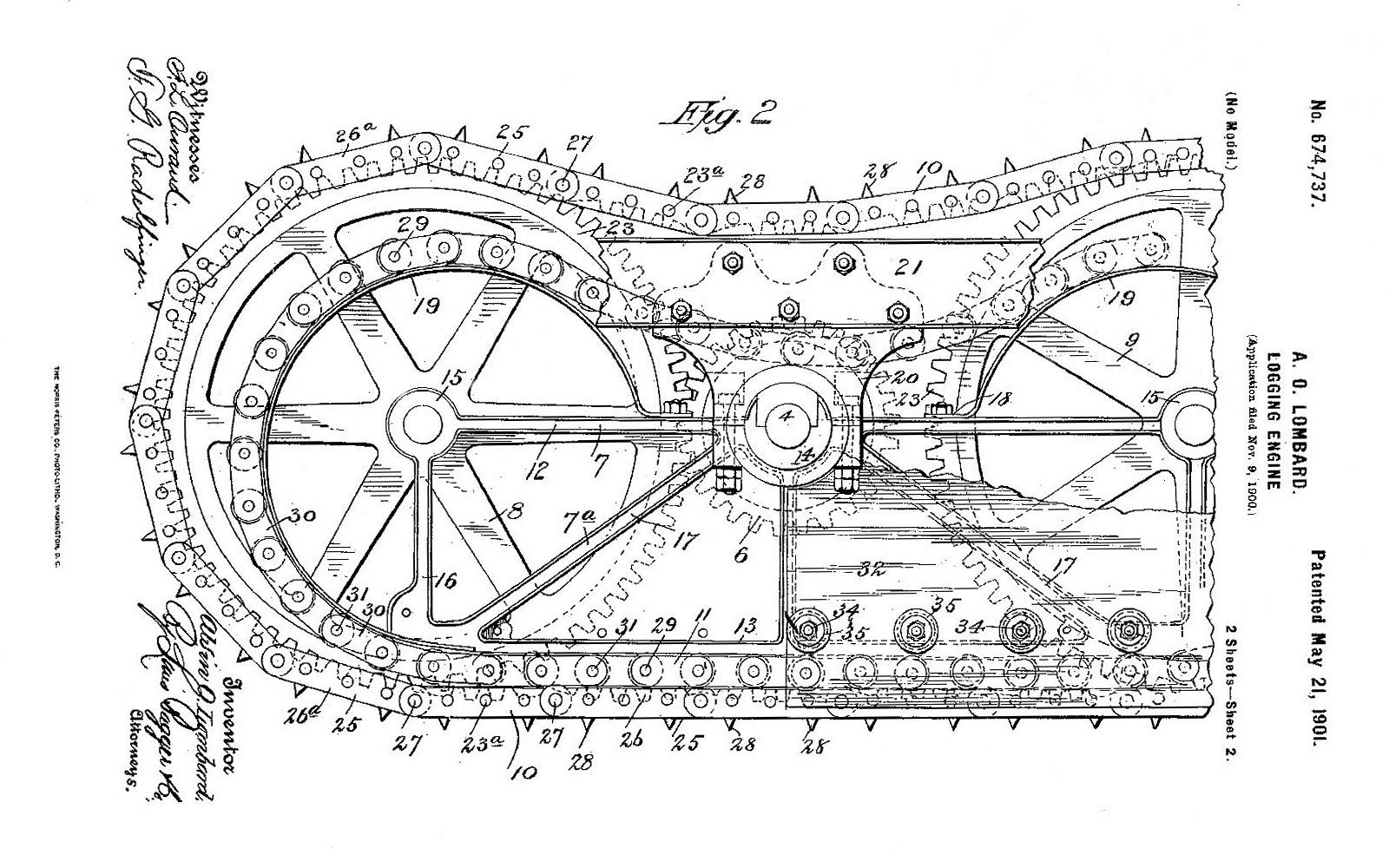
Patentzeichnung von 1901 für den Raupenantrieb. Man erkennt eine der beiden mitlaufenden Rollenketten innerhalb der eigentlichen Raupenkette. Bei der endgültigen Ausführung wurde der Verlauf dieser Rollenketten nochmals geändert.

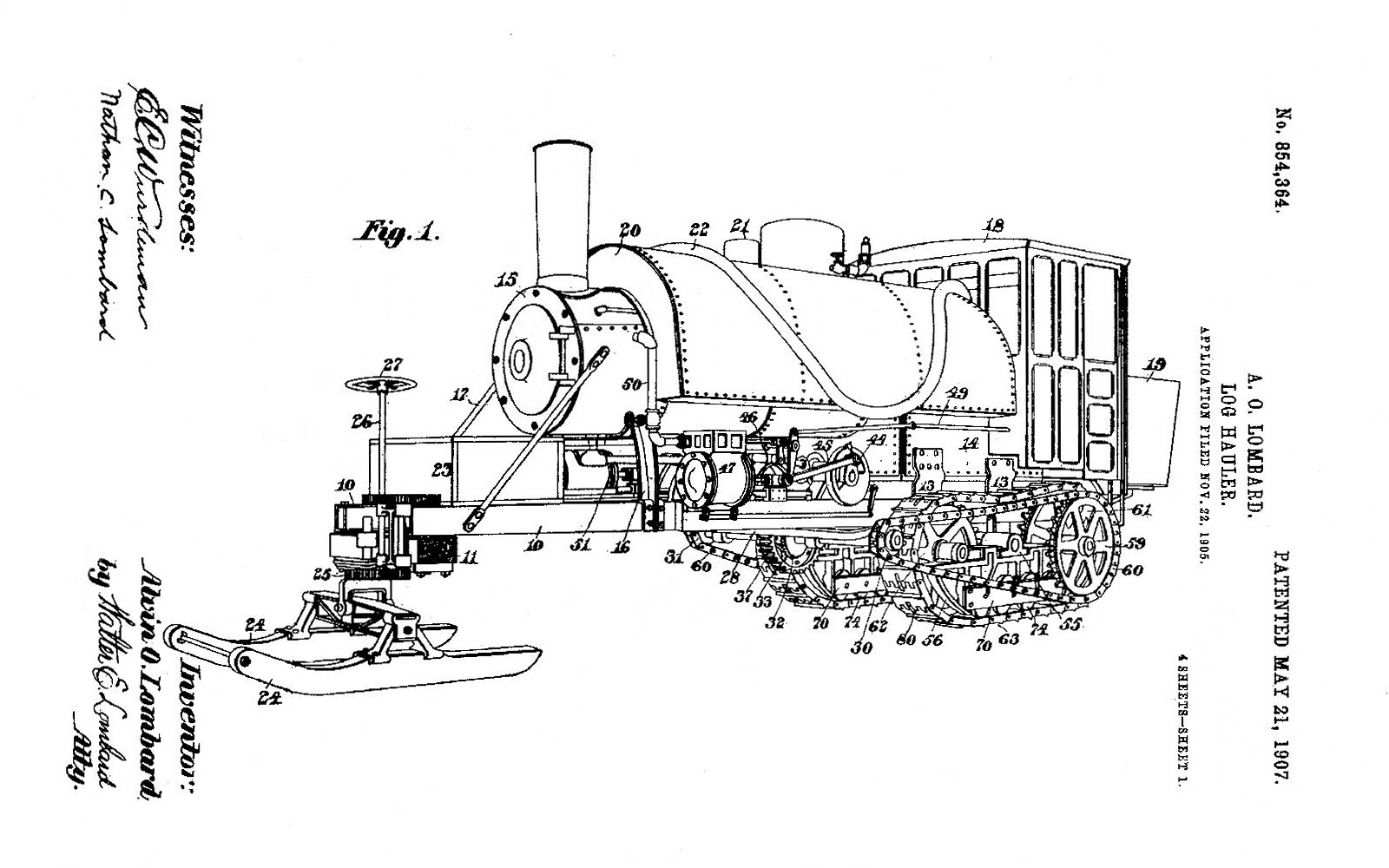
Patentzeichnung von 1907 für den kompletten Schlepper. Die außenliegende Übertragungskette wurde später noch nach innen verlegt. Außerdem besitzt die Maschine auf dieser Zeichnung herkömmliche Laufrollen anstatt der mitlaufenden Rollenkette.

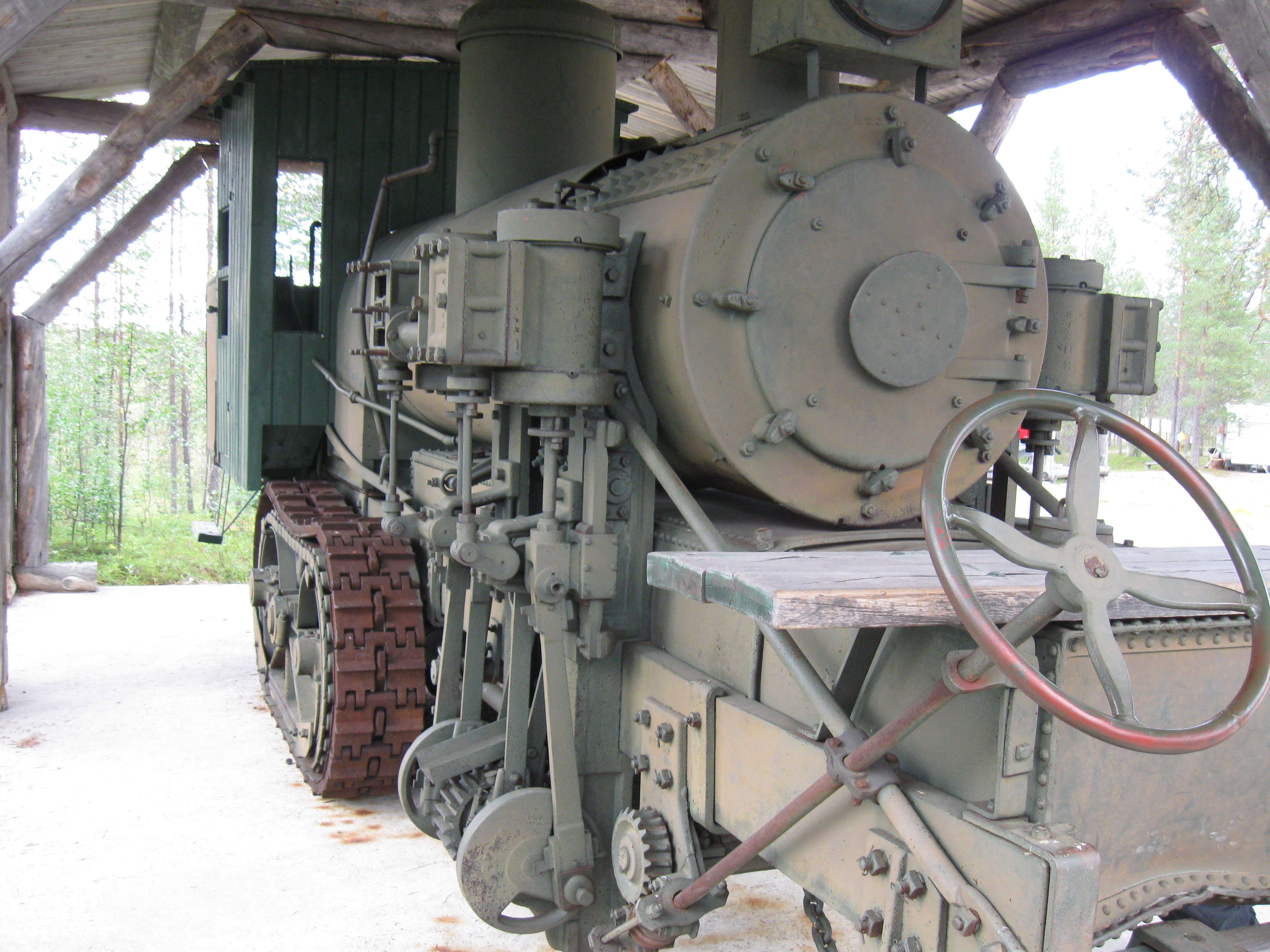
Phoenix Centipede Log Hauler

Der Lombard Steam Log Hauler war ein dampfbetriebener Raupenschlepper, der vor allem zum Holzrücken genutzt wurde. Es handelte sich um das erste kommerziell erfolgreiche Kettenfahrzeug.

## Geschichte

### Ausgangssituation
Bis in das 20. Jahrhundert hinein wurden Baumstämme per Flößerei, später auch per Eisenbahn, aus den Wäldern bis zu den Verbrauchern (z. B. Sägewerke) transportiert. Allerdings mussten die Bäume erst einmal aus dem Wald zu den entsprechenden Sammelstellen gebracht werden (Holzrücken). Bei ausreichendem Gefälle konnten hierzu spezielle hölzerne Rutschen, so genannte Riesen, verwendet werden, deren Bau jedoch sehr aufwendig war.
In nicht ganz so steilem Gelände kamen vor allem Rückepferde oder Ochsen zum Einsatz. Der Einsatz von Fahrzeugen, um größere Mengen Holz auf einmal zu transportieren, war jedoch meist nicht möglich, da diese auf den unbefestigten Wegen zu sehr einsanken. Das Holzrücken wurde deshalb vor allem in den Winter verlegt. Hier konnten Zugtiere mit Schlitten auf Schnee und Eis wesentlich schwerere Lasten bewegen als im Sommer, wenn die Stämme direkt über den Boden geschleift wurden.

### Alvin Lombard und dieLombard Traction Engine Company
Alvin Orlando Lombard wurde 1856 in Springfield (Maine) als Sohn eines Schmieds und Sägewerkbesitzers geboren. Als Zwölfjähriger arbeitete er als Schindelmacher im väterlichen Betrieb und lernte so die Holzindustrie kennen. Sein Bruder Nathaniel betrieb eine Maschinenfabrik, die vor allem Drehzahlregler für Wasserturbinen herstellte. Zwischen 1898 und 1900 erhielt Alvin Lombard mehrere Patente auf dem Gebiet der Holzzerkleinerung für die Papierindustrie.
Nach dem Bau mehrerer dampfbetriebener Automobile, die allerdings Einzelstücke blieben, machte sich Lombard an den Bau eines Forstschleppers. Dieser sollte beim Transport von Baumstämmen die Zugtiere ablösen. Zwar existierten damals schon Dampftraktoren, die jedoch für den Betrieb auf weichem oder rutschigem Untergrund ungeeignet waren. Lombard verwendete für sein Fahrzeug daher Gleisketten, um den spezifischen Bodendruck zu verringern (in einem Prospekt von 1916 für einen benzinbetriebenen Schlepper warb Lombard damit, dass der Bodendruck sogar geringer sei als der eines Pferdehufs). Die Idee eines Kettenantriebs war allerdings nicht neu. Bereits 1859 hatte Warren P. Miller ein Patent auf einen solchen Antrieb erhalten. Er baute auch ein Demonstrationsfahrzeug, über weitere Erfolge ist jedoch nichts bekannt. Im Jahr 1900 begann Lombard in den Waterville Iron Works mit dem Bau eines ersten Prototyps und reichte im November desselben Jahres ein Patent auf seinen Kettenantrieb ein. Am 21. Mai 1901 wurde dieses erteilt. Genau sechs Jahre später folgte ein weiteres für einen kompletten dampfbetriebenen Forstschlepper, der der endgültigen Konfiguration (siehe unten) schon sehr ähnlich sah.
Insgesamt wurden 83 (nach anderen Quellen: 140) Exemplare des Lombard Steam Log Haulers gebaut, bevor die Produktion 1917 eingestellt wurde. Haupteinsatzgebiete waren die Bundesstaaten Maine und New Hampshire, sie wurden aber auch nach Minnesota, Wisconsin und in andere Teile der USA geliefert. Drei Maschinen wurden nach Russland exportiert. Ein Betreiber, der drei Lombard-Dampfschlepper betrieb, die Berlin Mills Company, schätzte, dass damit 60 Pferde eingespart werden konnten.
Die Phoenix Manufacturing Company in Eau Claire (Wisconsin) entwickelte unter dem Namen Phoenix Centipede einen ähnlichen Dampfschlepper, wofür sie pro Maschine 1.000 $ Lizenzgebühren an Lombard zahlte. Anstelle von zwei liegenden Zylindern wie bei Lombards Schleppern hatte der Centipede (Tausendfüßler) vier stehende Zylinder. Insgesamt entstanden 175 (nach anderen Quellen: 65) dieser Maschinen, die u. a. auch nach Kanada und Finnland exportiert wurden.
Neben den Forstschleppern nebst zugehörigen Schlitten (siehe unten) stellte Lombard in seinem Werk in Waterville auch Schlepper und Spezialfahrzeuge für andere Zwecke her. Unter den Patenten, die ihm im Laufe seines Lebens erteilt wurden, befanden sich neben den bereits erwähnten auch solche für Zugmaschinen für den Straßenbetrieb, einen nachrüstbaren Kettenantrieb für Radfahrzeuge und eine Maschine für den Straßenbau.

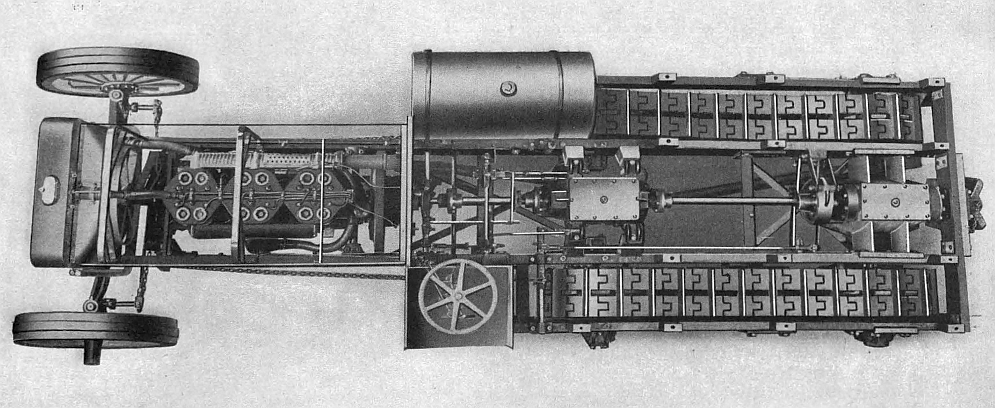
Lombard 100 HP Chassis des Straßenschleppers mit Benzinmotor

Ab 1909 baute Lombard auch Schlepper mit Benzinantrieb, die leistungsmäßig jedoch nicht an die Dampfschlepper heranreichten. Konnten Dampfschlepper auf vergleichsweise guten Straßen bis zu zwölf Schlitten ziehen, schafften die Benzinschlepper nur fünf. Allerdings konnten sie von nur einer Person bedient werden, die in einem Führerhaus in der Mitte des Schleppers saß (ggf. kam noch ein Zugführer hinzu, siehe unten). 1916 bewarb Lombard ein motorbetriebenes Halbkettenfahrzeug mit Ladefläche und Rädern statt der Kufen, das sowohl als schwerer LKW als auch als Schlepper eingesetzt werden konnte. Mindestens ein Fahrzeug dieses Typs wurde nach Russland geliefert und war im Ersten Weltkrieg an der Front in Europa im Einsatz. Der Testbetrieb mit einem elektrischen Forstschlepper musste eingestellt werden, da nasser Schnee und umstürzende Bäume zu viele Kurzschlüsse an der Oberleitung verursachten. 1934 baute Lombard noch einen einzelnen Schlepper mit einem Dieselmotor von Fairbanks Morse, der sich jedoch gegen die zu dieser Zeit verstärkt aufkommenden Lastkraftwagen nicht mehr durchsetzen konnte.
Inzwischen hatte auch die Holt Manufacturing Company die Produktion von Raupenschleppern aufgenommen. Lombard, der seine Patentrechte verletzt sah, besuchte deshalb im Jahre 1910 Benjamin Holt in Kalifornien und forderte ihn auf, Lizenzgebühren zu bezahlen, was dieser jedoch nie tat. 1915 kam es zu einem Prozess zwischen Holts Firma und der C. L. Best Tractor Company, der nach drei Jahren mit einem Vergleich endete. Im Verlauf dieses Prozesses kaufte Best die Patente von Lombard auf, verkaufte sie letztendlich dann aber an Holt weiter. 1925 fusionierten Holt und Best schließlich zu Caterpillar.
Nach Alvin O. Lombards Rückzug aus dem Geschäftsleben übernahm zunächst sein Bruder Samuel die Geschäftsführung, später dessen Sohn Louis O. Lombard. Die Lombard Traction Engine Company wurde 1927 in Lombard Traction & Truck Corporation umbenannt und existierte mindestens noch bis 1954. Alvin O. Lombard starb 1937.
1983 erklärte die American Society of Mechanical Engineers (ASME) den Lombard Steam Log Hauler zur National Mechanical Engineering Landmark.

## Aufbau und Betrieb desLombard Steam Log Haulers

Lombard Steam Log Hauler (Bild aus dem Handbuch)

Sieben Lombard Steam Log Haulers

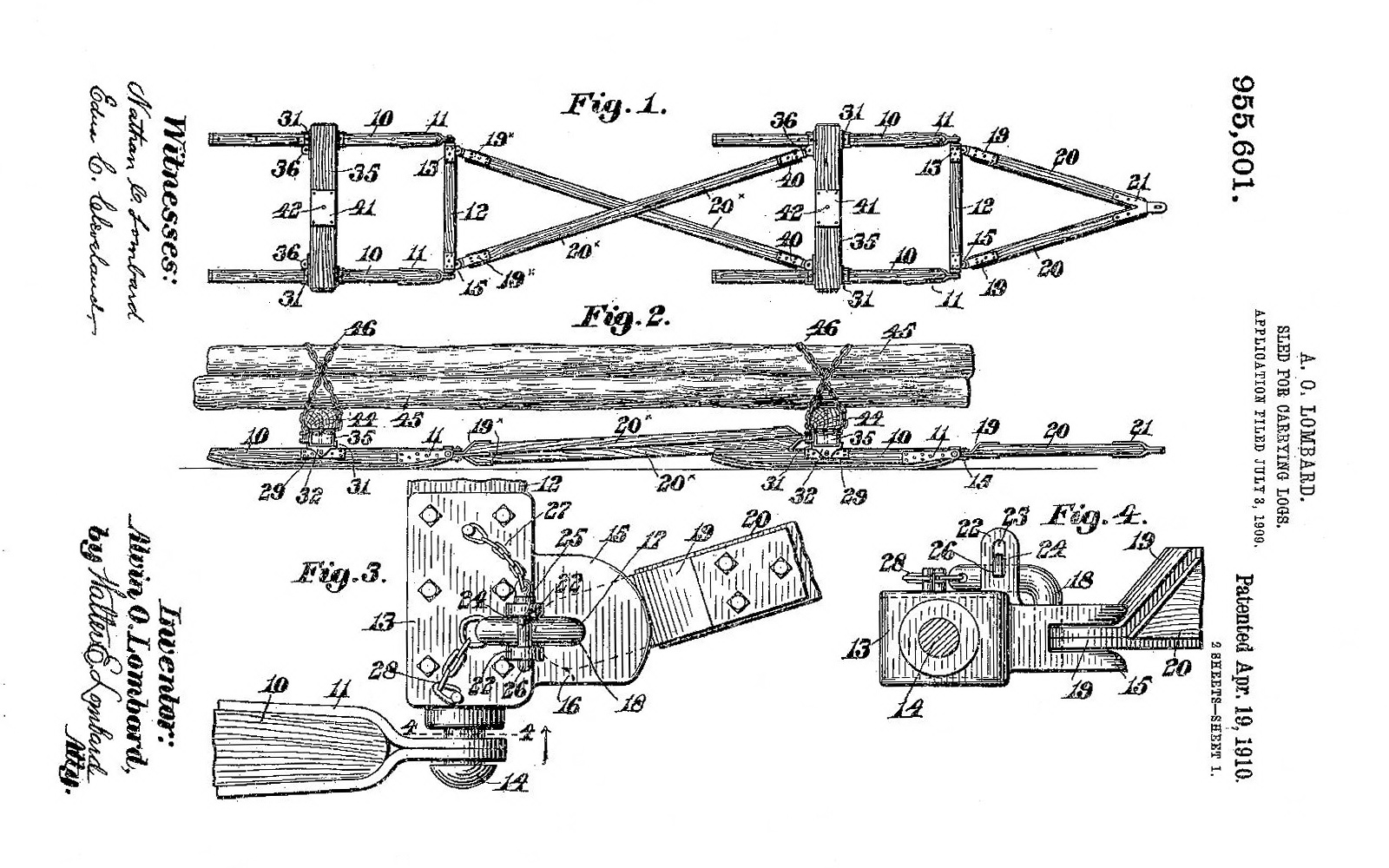
Patentzeichnung von 1910 für den Transportschlitten

Die endgültige Ausführung des Lombard-Dampfschleppers kristallisierte sich erst allmählich heraus; von verschiedenen Konstruktionsdetails existierten zunächst unterschiedliche Versionen. Die ersten Prototypen hatten teilweise noch stehende Dampfkessel und Zylinder. Lombard wechselte jedoch bald zu liegenden Kesseln, so dass die Schlepper das Aussehen herkömmlicher Dampflokomotiven bekamen. Auch entschied er sich letztendlich für zwei liegende Zylinder. Als Brennstoff konnten wahlweise Kohle oder Holz verwendet werden.
Das relativ kurze Kettenlaufwerk befand sich unterhalb des Kessels. Im Gegensatz zu den meisten heutigen Kettenfahrzeugen waren die einzelnen Räder nicht separat im Rahmen des Fahrzeugs gelagert. Vielmehr war das gesamte Laufwerk mittels eines horizontalen, quer zur Fahrtrichtung angeordneten Achszapfens mit dem Rest des Fahrzeugs verbunden. Das Laufwerk konnte sich so in Längsrichtung neigen, was die Fahreigenschaften in unebenem Gelände verbesserte. Die Antriebskraft wurde von den Dampfzylindern über je eine Rollenkette auf die beiden Gleisketten übertragen.
Um eine bessere Verteilung des Gewichts auf die einzelnen Kettenglieder zu erreichen, befanden sich anstelle der heute üblichen Laufrollen zwischen dem Rahmen des Fahrgestells und dem auf dem Boden aufliegenden Kettentrum jeder Gleiskette jeweils zwei ebenfalls umlaufende Rollenketten (auch hier gab es anfangs im Detail unterschiedliche Varianten). Das vordere Ende des Lombard Steam Log Haulers ruhte auf einem drehbaren Paar Kufen, so dass es sich streng genommen nur um ein Halbkettenfahrzeug handelte. Bei den allerersten Prototypen wurden diese Kufen durch vorauslaufende Pferde in die richtige Richtung gezogen, bevor Lombard das Kufenpaar direkt vom Fahrzeug aus lenkbar machte.
Die Besatzung eines Lombard Steam Log Haulers bestand in der Regel aus vier Mann: Dem Heizer, dem Maschinisten, dem Lenker und oft noch einem zusätzlichen Zugführer, der meist hinten auf einem der Schlitten mitfuhr. Während der Heizer und der Maschinist ihren Arbeitsplatz wie bei herkömmlichen Dampflokomotiven am hinteren Ende des Kessels hatten, befand sich am vorderen Ende des Fahrzeugs, vor der Rauchkammertür, eine zusätzliche Sitzgelegenheit. Hier saß der Lenker und drehte über ein eisernes Lenkrad das unter ihm befindliche Kufenpaar. Allerdings erwies sich die Lenkbarkeit der ersten Fahrzeuge als unzureichend. Dies löste Lombard durch den Einbau eines Differentialgetriebes zwischen den beiden Gleisketten. Über Bremsen verfügten die Fahrzeuge nicht.
Um den Lenker zumindest von oben und von der Seite gegen Witterungseinflüsse und Funkenflug zu schützen, wurde das vordere Ende des Fahrzeugs manchmal mit Brettern verkleidet. Allerdings behinderte eine solche Einhausung im Falle eines Unglücks das rechtzeitige Abspringen des Lenkers.
Die Baumstämme wurden auf speziellen, überwiegend aus Holz gefertigten Schlitten befördert. Jeder Schlitten bestand aus zwei Kufenpaaren, die gelenkig so miteinander verbunden waren, dass das hintere Kufenpaar auch in Kurven in der Spur des vorderen blieb. Für diese Konstruktion erhielt Lombard 1910 ebenfalls ein Patent. Ein Schlitten konnte etwa 6.000 board feet Rundholz transportieren. In der Regel zog ein Lombard Steam Log Hauler etwa acht solcher Schlitten, auf guten Wegen bis zu zwölf. Es gibt aber auch Berichte von Zügen mit über 20 Schlitten und einer Gesamtlänge von etwa 500 Metern. Meist waren pro Zugmaschine drei Schlittenzüge im Einsatz: Während einer unterwegs war, wurde der zweite am Ort des Holzeinschlags beladen, während der dritte am Zielort entladen werden konnte. Die Zugmaschine konnte somit ohne lange Stillstandszeit rund um die Uhr betrieben werden.
Die Spurweite der Schlitten war etwas größer als die des Schleppers. Somit wurden bereits im Schnee vorhandene Spurrillen für die Schlitten nicht durch die Raupenketten zerstört. In der Ebene betrug die Höchstgeschwindigkeit etwa 4–5 mph, jedoch konnten bergab auch bis zu 20 mph erreicht werden. Aufgrund der fehlenden Bremsen kam es immer wieder dazu, dass die schwer beladenen Schlitten bei starkem Gefälle eine so große Hangabtriebskraft entwickelten, dass der Zug seitlich ausknickte und Schlitten und Zugmaschine sich querstellten oder vom Weg abkamen.
Die Lombard-Schlepper konnten mit verschiedenen Anbaugeräten ausgerüstet werden, um überflüssigen Schnee beiseite zu schieben, die Fahrbahn zu planieren oder Spurrillen für die Schlitten in den Schnee zu schneiden. Diese konnten durch nächtliches Besprühen mit Wasser vereist werden, um die Reibung weiter zu verringern.

### Technische Daten
(Quelle: soweit nicht anders angegeben)
- Länge über alles: 30 ft (9,14 m)
- Breite über alles: 9 ft. 2 in. (2,79 m)
- Höhe über alles: 9 ft. (2,74 m)
- Höchstgeschwindigkeit (auf ebener Strecke): 5 mph (8 km/h)
- Leermasse: 19 t
- Zylinderzahl: 2 (doppeltwirkend)
- Zylinderbohrung: 9 in. (228,6 mm)
- Kolbenhub: 10 in. (254 mm)
- Leistung: 90 HP (67 kW) bei 175 psi (1213 · 104 Pa  bzw. 12,1 bar)
- Arbeitsdruck Dampfkessel: 200 psi (1383 · 104 Pa bzw. 13,8 bar)
- Anzahl Rauchrohre: 80
- Wassereinspeisung über zwei Hancock-Dampfstrahlspeisepumpen
- Schmierung: Hills-McCanna Zentralschmieranlage
- Volumen des Wassertanks: 425 gals. (1,6 m3)
- Brennstoffvorrat: 1,5 Tonnen Steinkohle oder 7/8 cord Holz
- Kettenglieder pro Raupenkette: 29
- Auflagefläche pro Raupenkette: 16 in. × 53 in. (40,6 cm × 134,6 cm)
- Spezifischer Bodendruck: 18 psi[27] (1,27 kg/cm2)

(alle Angaben beziehen sich auf die endgültige Ausführung)

## Sonstiges
Der in der Antarktis gelegene Mount Lombard wurde nach Alvin O. Lombard benannt, aufgrund seiner Rolle als Pionier bei der Entwicklung schneegängiger Zugmaschinen.